# Caiophora cirsiifolia
Caiophora cirsiifolia là một loài thực vật có hoa trong họ Loasaceae. Loài này được C.Presl mô tả khoa học đầu tiên năm 1831.